# Chapmans Pool
Chapmans Pool är en vik i Storbritannien.   Den ligger i riksdelen England, i den södra delen av landet, 170 km sydväst om huvudstaden London.